# DSA-354
La DSA-354 es una carretera perteneciente a la Red Secundaria de la Diputación Provincial de Salamanca que une la carretera  DSA-350  y la localidad de Guadapero.

## Origen y Destino
La carretera  DSA-354  tiene su origen en Serradilla del Arroyo en la intersección con la carretera  DSA-350 , y termina en el casco urbano de Guadapero, formando parte de la Red de carreteras de Salamanca.